# Cyanea truncata
Cyanea truncata là loài thực vật có hoa trong họ Hoa chuông. Loài này được (Rock) Rock mô tả khoa học đầu tiên năm 1917.